# Chlorophorus glaucus
Chlorophorus glaucus là một loài bọ cánh cứng trong họ Cerambycidae.